# Món hầm
Món hầm là một sự kết hợp của các thành phần thực phẩm rắn được nấu chín trong nước và được dùng với nước sốt nấu ra. Các thành phần trong một món hầm có thể bao gồm bất kỳ sự kết hợp của các loại rau (chẳng hạn như cà rốt, khoai tây, hành tây, đậu, ớt và cà chua) hoặc thịt, đặc biệt thịt dai hơn phù hợp nấu lâu với lửa nhỏ như thịt bò. Gia cầm, xúc xích, và hải sản cũng được dùng. Trong khi nước có thể được dùng để nấu món hầm, rượu vang, nước lèo, và bia cũng phổ biến. Gia vị và hương liệu cũng có thể được thêm vào. Món hầm được nấu chín thường ở nhiệt độ tương đối thấp, ninh không đun sôi, cho phép hương vị trộn lẫn nhau.
Hầm là thích hợp cho các phần thịt ít mềm nhất trở nên mềm và ngon ngọt với phương pháp nấu với nhiệt độ thấp. Điều này làm cho nó phổ biến trong nấu ăn ít tốn kém. Những miếng thịt có một số lượng nhất định của vân mỡ và mô làm cho món hầm ngon ngọt, trong khi thịt nạc dễ có thể trở nên khô. Món hầm có thể làm đặc lại bằng cách giảm nước hoặc với bột, bằng cách phủ miếng thịt với bột trước khi chiên, hoặc dùng những chất làm đặc như bột ngô hoặc bột hoàng tinh.
Hầm tương tự như súp, và trong một số trường hợp không có một sự phân biệt rõ ràng giữa hai món ăn. Nói chung, các món hầm có ít nước hơn súp, đặc hơn nhiều và đòi hỏi nấu lâu hơn trên lửa nhỏ. Trong khi súp gần như luôn luôn được ăn trong một cái bát, các món hầm có thể đủ đặc để ăn bằng đĩa với nước chan lên các thành phần rắn như nước sốt.

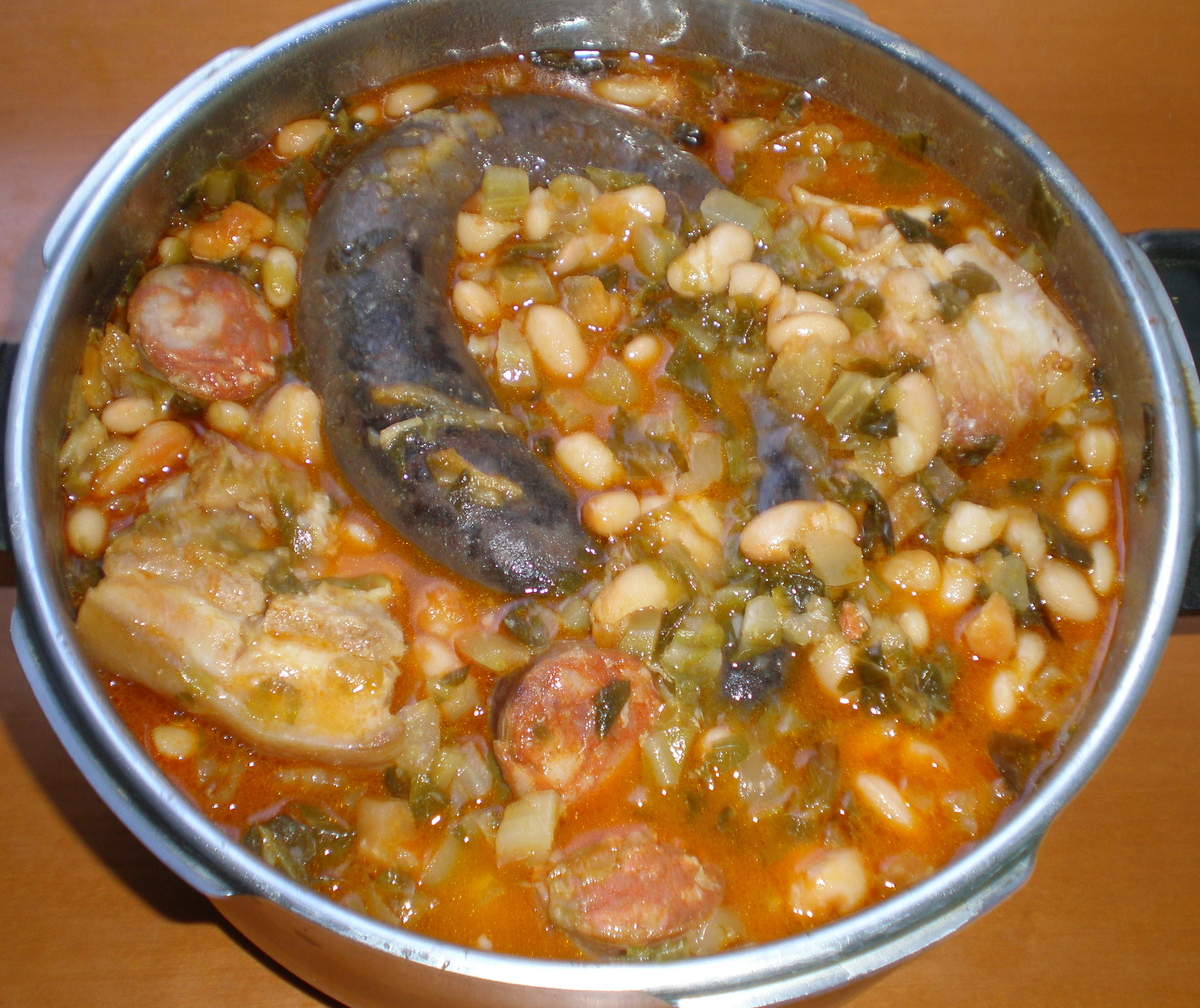
Cocido montañés hay Highlander stew, một món ăn Cantabria phổ biến

## Các món hầm

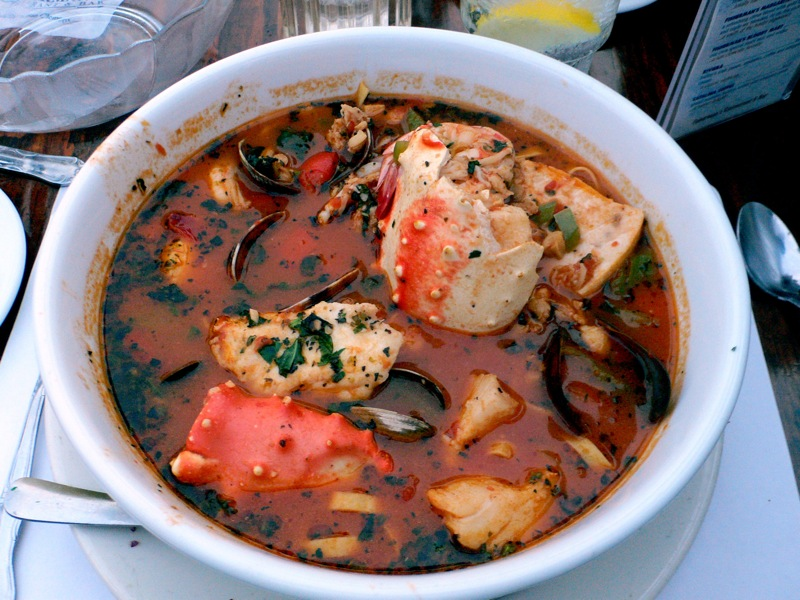
Món Cioppino

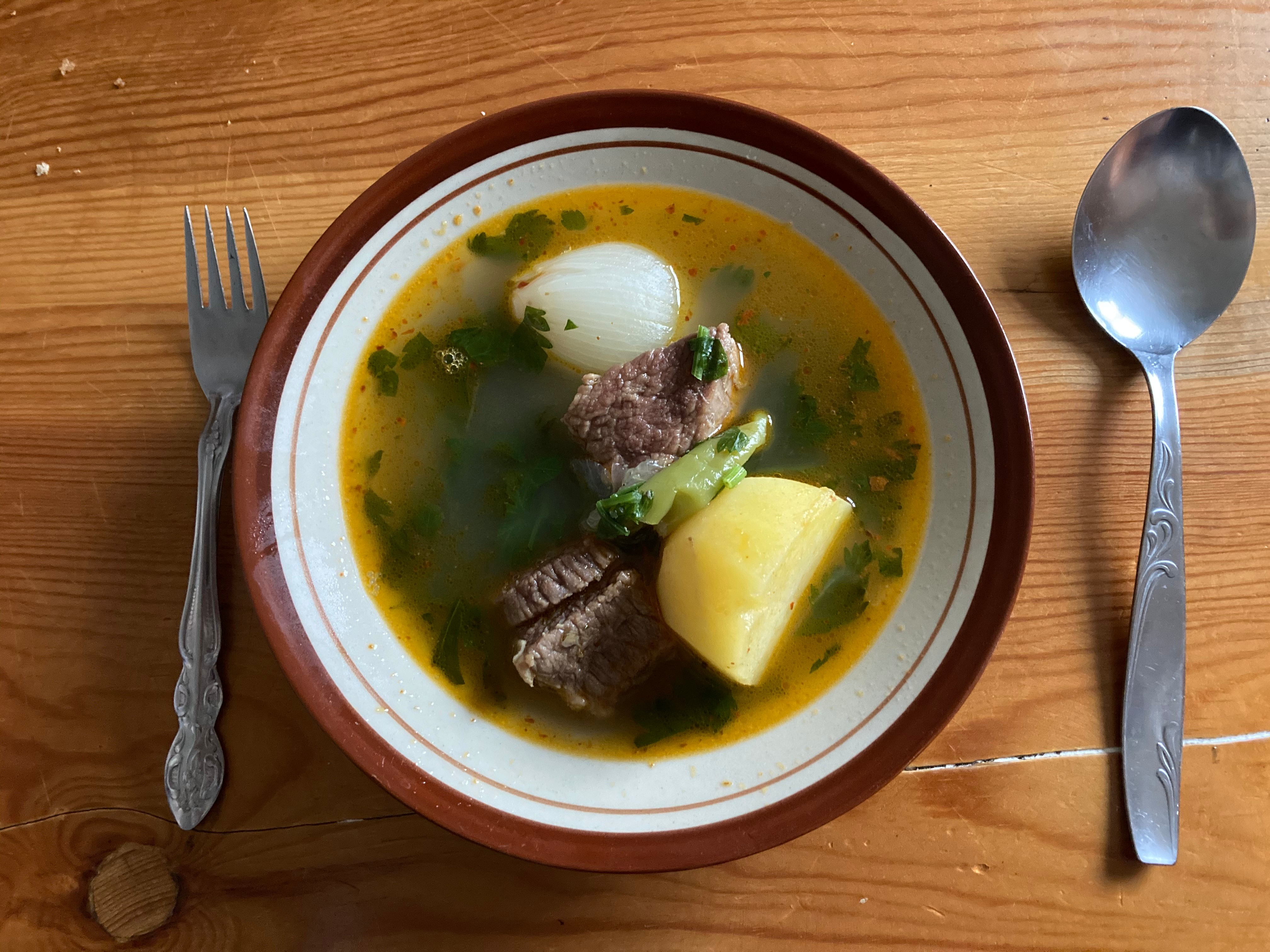
Haşlama

- Bœuf bourguignon, một món hầm thịt bò ninh trong rượu vang đỏ của Pháp.
- Beef Stroganoff, một món hầm thịt bò với nấm của Nga
- Bò kho, một món hầm thịt bò với sả và cà rốt của Việt Nam
- Chili con carne
- Goulash, một món hầm thịt kiểu Hungary với ớt chuông
- Pot-au-feu, một món hầm thịt bò đơn giản của Pháp, phở được cho là biến hóa với nguyên liệu và khẩu vị người việt từ món này
- Ratatouille, một món hầm rau quả của Pháp